# Ailín Pérez
Ailín Luciana Pérez (Hurlingham, Buenos Aires, 5 de octubre de 1994) es una artista marcial mixta argentina, que actualmente compite y está rankeada top 7 en la división de peso gallo femenino del Ultimate Fighting Championship (UFC).

## Primeros años
Ailín Pérez comenzó en las artes marciales a los 11 años en Zárate, con kung fu y sanda, y a los 20 años decidió mudarse a Buenos Aires y hacer algo de jiu jitsu brasileño (BJJ), para meterse más en MMA. Finalmente, se convirtió en profesional en 2018. 

## Carrera de artes marciales mixtas

### Carrera temprana
Ailín ganó el título de peso gallo femenino de la empresa brasileña Samurai Fight House en agosto de 2021 al vencer a Alessandra Tainara con una patada a la cabeza. Pero lo perdió en noviembre de 2021 frente a Tamires Vidal a quien le aplicó un rodillazo ilegal cuando ganaba cómodamente la pelea.

### Ultimate Fightings Championship
Ailín debutó en UFC el 3 de septiembre del 2022.  Estaba previsto que se enfrentara a Zarah Fairn Dos Santos en UFC Fight Night: Gane vs. Tuivasa.  Sin embargo, Fairn fue retirada del evento por razones desconocidas y sustituida por Stephanie Egger.  Ailín perdió la pelea por sumisión estrangulamiento por detrás en el segundo asalto. 
Ailín se enfrentó a Ashlee Evans-Smith  el 15 de julio de 2023 en UFC Fight Night 224.  Ganó la pelea por decisión unánime. 
Ailín se enfrentó a Lucie Pudilová el 18 de noviembre de 2023 en UFC Fight Night 232.  Ganó la pelea por decisión unánime. 
Ailín enfrentó a Joselyne Edwards el 1 de junio de 2024 en UFC 302.  Ganó la pelea por decisión unánime.
Pérez está programada para enfrentar a Dariya Zheleznyakova el 28 de septiembre de 2024 en UFC Fight Night 243.

## Controversias

### Altercado con Joselyne Edwards
Antes de UFC Fight Night 232, apareció con algunas puntadas debajo del ojo izquierdo a raiz de un conflicto que sostuvo con su rival, la panameña Joselyne Edwards. Se negó a hablar del tema y dijo que lo haría hasta después de la pelea con Edwards. Según la versión de Pérez, fue su coach quien separó el altercado, declarando que «Esto es una agresión que tuve en el PI. Fue una persona equis que fue a agredirme para que la pelea no sucediera».
Por su parte, Edwards dijo a MMAMania.com: «Mientra estábamos peleando, su coach me atacó por la espalda. Él me estaba estrangulando para que [Ailín] pudiera pegarme. Prácticamente tuve que pelear con ambos. Él no protegió a nadie, él empezó la pelea».

## Vida personal
Ailín es madre soltera y tiene un hijo de 7 años, llamado Ades.

## Campeonatos y logros
- Samurai Fight House
  - Campeonato de peso gallo femenino de Samurai Fight House (Dos veces)

## Récord en artes marciales mixtas
| Récord profesional | Récord profesional | Récord profesional |
| 14 peleas          | 12victorias        | 2 derrotas         |
| ------------------ | ------------------ | ------------------ |
| Nocaut             | 4                  | 0                  |
| Sumisión           | 2                  | 1                  |
| Decisión           | 6                  | 0                  |
| Descalificación    | 0                  | 1                  |

| Resultado | Récord | Oponente            | Método                                 | Evento                                   | Fecha                    | Ronda | Tiempo | Localización        | Notas                                                     |
| --------- | ------ | ------------------- | -------------------------------------- | ---------------------------------------- | ------------------------ | ----- | ------ | ------------------- | --------------------------------------------------------- |
| Victoria  | 12-2   | Karol Rosa          | Decisión unánime                       | UFC 311                                  | 18 de enero de 2025      | 3     |        |                     |                                                           |
| Victoria  | 11-2   | Daria Zhelezniakova | Sumisión (triángulo de brazo)          | UFC Fight Night: Moicano vs. Saint Denis | 28 de septiembre de 2024 | 1     | 3:52   | París Francia       |                                                           |
| Victoria  | 10-2   | Joselyne Edwards    | Decisión (unánime)                     | UFC 302                                  | 1 de junio de 2024       | 3     | 5:00   | Newark Nueva Jersey |                                                           |
| Victoria  | 9-2    | Lucie Pudilová      | Decisión (unánime)                     | UFC Fight Night: Allen vs. Craig         | 18 de noviembre de 2023  | 3     | 5:00   | Las Vegas Nevada    |                                                           |
| Victoria  | 8-2    | Ashlee Evans-Smith  | Decisión (unánime)                     | UFC on ESPN: Holm vs. Bueno Silva        | 15 de julio de 2023      | 3     | 5:00   | Las Vegas Nevada    | Regresó a peso gallo                                      |
| Derrota   | 7-2    | Stephanie Egger     | Sumisión (estrangulamiento por detrás) | UFC Fight Night: Gane vs. Tuivasa        | 3 de septiembre de 2022  | 2     | 4:54   | París               | Debut en peso pluma.                                      |
| Victoria  | 7-1    | Stephanie Bragayrac | TKO (parada en la esquina)             | Samurai Fight House 4                    | 22 de mayo de 2022       | 2     | 5:00   | Buenos Aires        | Ganó el Campeonato de Peso gallo femenino de SFH.         |
| Victoria  | 6-1    | Romina Aguirre      | TKO (golpes)                           | Samurai Fight House 3                    | 12 de febrero de 2022    | 1     | 3:51   | Buenos Aires        |                                                           |
| Derrota   | 5-1    | Tamires Vidal       | Descalificación (rodillazos ilegales)  | Samurai Fight House 2                    | 6 de noviembre de 2021   | 3     | 3:00   | Río de Janeiro      | Perdió el campeonato de peso gallo femenino de SFH        |
| Victoria  | 5-0    | Alessandra Tainara  | KO (patada a la cabeza)                | Samurai Fight House 1                    | 21 de agosto de 2021     | 1     | 4:20   | Estado de Bahía     | Ganó el campeonato vacante de Peso gallo femenino de SFH. |
| Victoria  | 4-0    | Geyse Yasmin        | Decisión (unánime)                     | NFC 19                                   | 4 de junio de 2021       | 3     | 5:00   | Rio Grande do Norte |                                                           |
| Victoria  | 3-0    | Fiorella Cardozo    | TKO (retiro)                           | CFU 12                                   | 19 de junio de 2019      | 1     | 1:02   | Montevideo          |                                                           |
| Victoria  | 2-0    | Laura Ribeiro       | Sumisión (rear naked choke)            | CFU 10                                   | 7 de diciembre de 2018   | 2     | 1:45   | Montevideo          | Debut en peso gallo.                                      |
| Victoria  | 1-0    | Noemi Galarza       | Decisión (unánime)                     | ULLAMP                                   | 24 de noviembre de 2018  | 3     | 5:00   | Buenos Aires        | Debut en peso mosca.                                      |